# Cyoceraphron radula
Cyoceraphron radula är en stekelart som beskrevs av Paul Dessart 1994. Cyoceraphron radula ingår i släktet Cyoceraphron och familjen pysslingsteklar. Inga underarter finns listade i Catalogue of Life.